# Dusona castanipes
Dusona castanipes là một loài tò vò trong họ Ichneumonidae.